# Tampa Red
Tampa Red, właśc. Hudson Whittaker (ur. 8 stycznia 1904 w Smithville, zm. 19 marca 1981 w Chicago) – amerykański bluesman, wokalista i gitarzysta reprezentujący blues miejski i hokum blues. Znany także jako „The Guitar Wizard” (Czarodziej Gitary).

## Życiorys
Urodził się w Smithville w hrabstwie Lee w stanie Georgia. Jego ojcem był John Woodbridge, a matką Elizabeth Whittaker. Od urodzenia nosił nazwisko Woodbridge, jednak po wczesnej śmierci rodziców przeniósł się do Tampy, gdzie był wychowywany przez babkę i przyjął nazwisko rodowe matki.
Od miejscowego muzyka Piccolo Pete’a nauczył się grać na gitarze. Wkrótce zaczął grać w barach i zajazdach w rejonie od Tampy do St. Augustine
W 1918 r. (lub na początku lat 20. XX w.) osiedlił się w Chicago w stanie Illinois. Przybrał artystyczny pseudonim Tampa Red, przy czym określenie koloru (ang. red to czerwony) miało ścisły związek z kolorem jego włosów, gdyż był rudy. Występował na ulicach, w barach i klubach. Z Georgia Tomem założył duet Hokum Boys.
W 1928 r. rozpoczął karierę muzyka często nagrywanego przez różne przedsiębiorstwa płytowe. Był pod tym względem jednym z najbardziej docenianych bluesmanów; nagrał 335 utworów. W latach 1928–1931 nagrywał i występował w parze z Georgia Tomem. Koncertowali na prywatkach, piknikach, w salach tanecznych, kinach, teatrach, barach, zajazdach, a nawet na statkach wycieczkowych – w Chicago i jego okolicach. W latach 1929–1929 często występowali w Palace Theater w Memphis oraz w innych miejscach organizowanych przez TOBA. W latach 1928–1929 występował i nagrywał z takimi artystkami jak Ma Rainey, Madlyn Davis i innymi W 1929 r. nagrywał z Georgia Tomem dla przedsiębiorstwa Brunswick Records w Chicago., a następnie m.in. z Memphis Minnie dla przedsiębiorstwa Vocalion Records i ARC w Chicago. W latach 1930–1932 nagrywał dla przedsiębiorstwa Vocalion i Banner, zarówno solo jak w duecie z Georgia Tomem. W 1934 r. nagrywał solo lub z Black Bobem dla Bluebird Records i Vocalion oraz jako Tampa Red with Jug Band dla przedsiębiorstwa Bluebird Records w Chicago. W latach 1934–1936 często współpracował z takimi bluesmanami jak m.in. Big Maceo i Big Bill Broonzy w miejscowych lokalach w Chicago. W 1935 r. nagrywał zarówno solo, jak i z innymi muzykami dla przedsiębiorstwa Bluebird w Chicago. W 1936 r. nagrywał ze swoim zespołem jako Tampa Red and Chicago Five dla Bluebird w Chicago. W latach 1936–1942 nagrywał wyłącznie dla przedsiębiorstwa Bluebird pod Chicago w miejscowości Aurora w Leland Hotel. Pod koniec lat 30. i na początku lat 40. XX w. kontynuował współpracę m.in. z Big Maceo i Big Billem Broonzym. Na stałe występował w C & T Club w Chicago. W 1942 r. zahamowaniu uległa jego kariera jako muzyka nagrywającego, gdyż USA wkroczyły do wojny i materiał, z którego produkowano płyty został uznany za materiał strategiczny. Powrócił ponownie do nagrywania w 1944 r. W latach 1944–1945 dokonał zaledwie 12 nagrań dla takich przedsiębiorstwjak Bluebird i Victor Records (RCA). W tych latach współpracował także z Big Maceo podczas występów we Flame Club w Chicago. W połowie lat 40. występował z Sunnylandem Slimem w lokalnych klubach w Gary w stanie Indiana. Pomiędzy połową lat 40. a początkiem lat 50. XX w. często występował w takich miejscach jak Purple Cat Club, Sylvio’s, Club Georgia, 708 Club, The Zanzibar, The Peacock i innych oraz w barach i na prywatnych imprezach w rejonie Chicago. W latach 1945–1947 dokonał nagrań dla przedsiębiorstwa Victor w Chicago. W latach 1948–1949 występował w C&T Lounge w Chicago. W 1948 r. współpracował ponownie z Sunnylandem Slimem w czasie występów w 21 Club w Chicago oraz w następnym roku w Peacock Lounge. Pomiędzy 1949 a 1952 r. dokonał wielu nagrań dla przedsiębiorstwa Victor. W 1953 r. był nieaktywny, chociaż dokonał 12 nagrań dla takich przedsiębiorstw jak Sabre, japońskiego P-Vine oraz Victor. Od 1955 do 1960 r. przebywał w szpitalu w Chicago, w którym był leczony z alkoholizmu i problemów zdrowotnych spowodowanych przez ten nałóg.
W 1960 r. dokonał swoich ostatnich nagrań dla przedsiębiorstwa Bluesville (Prestige Records). W 1961 r. współpracował z Barbarą Dane w Sugar Hill Club w San Francisco.
Do końca lat 60. pracował głównie pozamuzycznie. W 1974 r. przeszedł na emeryturę i zamieszkał w domu opieki Sacred Heart Nursing Home w Chicago żyjąc w całkowitej biedzie.
Zmarł 19 marca 1981 r. w Chicago. Został pochowany na cmentarzu Mount Glenwood Memory Garden (West) w Willow Springs w Illinois
Był żonaty z Francis, zmarłą w 1953 r.

## Ocena i krytyka
W 1981 r. został wprowadzony do Blues Hall of Fame.
Prawdopodobnie największym przebojem Tampy Reda był utwór „It’s Tight Like That” nagrany 24 października 1928 r. w duecie z Georgia Tomem. Była to kompozycja, która powstała w wyniku założenia jej twórców, aby nie była ani bluesowa, ani nie była piosenką pop. W wyniku tego powstała piosenka, która rozpoczęła tzw. hokum blues. Był to także pierwszy blues, który można nazwać „miejskim”, gdyż zarówno w warstwie muzycznej jaki słownej, nie był zbyt podobny do bluesa z Missisipi. Od strony muzycznej podstawą utworu była dość mocna partia basowa i rytm, które zapowiadały muzykę nagrywaną w Chicago przez Bluebird Records od końca lat 30. do początku lat 40. XX w. Z drugiej strony, utwór ten nie był zbyt oddalony od country bluesa, tak że spodobał się właściwie wszystkim. Również komercyjny sukces duetu Tampa Red i Georgia Tom czy też Leroy Carr i Scrapper Blackwell (gitara, fortepian) lub tria (2 gitary, fortepian) oddalił bluesa od akompaniującego sobie wykonawcy i zbliżył go do brzmienia zespołu.
Tampa Red stał się najbardziej popularnym artystą bluesowym swojego czasu z naciskiem na nagrywający bluesowy artysta. Dla takich wykonawców jak Charley Patton i nawet Blind Lemon Jefferson nagrywanie było raczej przypadkowe i traktowane jako lukratywny dodatek do występów na piknikach i zabawach, gdyż podstawową publicznością wiejskiego bluesmana byli ludzie z jego społeczności. Natomiast dla Tampy Reda i Leroya Carra podstawową publicznością byli ludzie kupujący ich płyty, niezależnie od tego, gdzie mieszkali.
Był mistrzem gitary, o czym świadczy jego przydomek „The Guitar Wizard” (Czarodziej Gitary). Grał na metalowej gitarze National, przeważnie techniką ślizgową (slide), ale również i palcową. Wpłynął prawie na wszystkich gitarzystów reprezentatywnych dla miejskiego bluesa. Jego dom w Chicago do śmierci żony był otwarty dla wszystkich bluesmanów przybywający do Chicago. Był patriarchą chicagowskiego bluesa w latach 30. W latach 40. został nim Big Bill Broonzy. A w latach 50. został nim Muddy Waters.
Wpłynęli na niego: Piccolo Pete, Ma Rainey, Bessie Smith i Mamie Smith. Tampa Red z kolei wpłynął na Johna Brima, Franka Edwardsa, Little Waltera, Browniego McGhee i Roberta Nighthawka.

## Dyskografia
- Don’t Tampa with the Blues (1960)
- Bottleneck Guitar (1928–1937) (1974)
- Guitar Wizard 1934–1959 (1975)
- Crazy with the Blues (1981)
- Bottleneck Guitar 1928-37 (1990)
- Tampa Red Complete Works 1928–1953, Vols. 1-15 (1991–1993), Document Records DOCD 5073-77 (Vols. 1-5), DOCD 5206-5215 (Vols. 6-15)
- The Guitar Wizard (1994, Columbia/Legacy CK 53235)
- It Hurts Me Too: The Essential Recordings (1995)
- Tampa Red 1938-40 (1997)
- Tampa Red 1934-36 (1997)
- Tampa Red: The Bluebird Recordings 1934–1936 (1997, RCA 07863 66721-2) 2 CD
- Tampa Red: The Bluebird Recordings 1936–1938 (1997, RCA 07863 66722-2) 2 CD